# Georges Tamburini
Georges Tamburini, né le 19 octobre 1919 à Tourteron et mort le 16 novembre 2009 à Savigny-le-Temple, est un responsable associatif et politique français, catholique de gauche.

## Biographie
Fils d'un militant socialiste anticlérical, Georges Tamburini partage la foi catholique de sa mère, tout en étant engagé à gauche dès sa jeunesse. Il est ainsi membre de la CGT dès 1935.
Engagé dans l'armée en 1938, promu au grade de sergent au début de la guerre, il est fait prisonnier lors des combats de juin 1940, il parvient à s'évader, se réfugie à Lyon où il est réintégré dans l'armée d'armistice, jusqu'en 1942. Il travaille alors comme employé dans une usine de textile de la région lyonnaise.
À la fin de cette année-là, il crée, avec son épouse Lucienne Schneider, militante de la jeunesse ouvrière chrétienne féminine, l'antenne lyonnaise du Mouvement populaire des familles. Parallèlement, ils participent tous deux à la diffusion du journal clandestin Témoignage chrétien.
Lyon libéré, il s'engage dans l'armée et participe aux combats dans l'Est, puis dans les Alpes. Son engagement lui vaut la Croix de Guerre, la Médaille militaire ainsi que la Légion d'honneur.
Rendu à la vie civile en août 1945, il devient permanent du MPF, chargé de la région Rhône-Alpes, jusqu'en 1948.Devenu secrétaire départemental du Rhône du MPF en 1949, il soutient sa transformation en Mouvement de libération du peuple (MLP) en 1952 tout en s'opposant à l'intégration des associations familiales au sein du nouveau mouvement. 
Entré au bureau national du MLP en 1953, il en devient le trésorier national en 1956, puis, lors de la création de l'Union de la gauche socialiste, à laquelle le MLP participe, devient trésorier du nouveau parti.
Parallèlement, il poursuit son engagement syndical. Adhérent de nouveau à la CGT après guerre, il entre à la commission exécutive de l'Union départementale du Rhône en 1956, et devient administrateur de la CAF et de l'URSSAF de ce département cette même année, jusqu'à son départ pour Cachan. Il quitte alors la CGT pour rejoindre la CFTC dont il approuve la transformation, en 1964, en CFDT.
Après la fusion de l'UGS avec le Parti socialiste autonome pour donner naissance au Parti socialiste unifié, en 1960, il entre au conseil national du nouveau parti. Il quitte cependant le PSU en 1963, lassé des attaques des anticléricaux contre les militants "catholiques de gauche" dont il faisait partie.
En 1960, sur proposition de Jean Arthuys, il quitte Lyon pour Cachan, où il prend la direction du Foyer international d'étudiant. Il quitte ces fonctions à l'été 1968, pour devenir responsable du service vacances du comité d'entreprise du Crédit lyonnais.
Dans les années 1960, il se consacre principalement au Centre de culture ouvrière, où il est formateur, avant d'en devenir administrateur, fonction qu'il conserve après la création de Culture et liberté, organisme dans lequel le CCO se fond.
Revenu brièvement au PSU après mai 1968, il adhère au nouveau Parti socialiste l'année suivante, mais n'y occupe aucune responsabilité particulière.
Après sa retraite, il se consacre au groupement pour la recherche sur les mouvements familiaux, qui a pour sujet de recherche les associations de l'action catholique spécialisée.
Son investissement associatif lui vaut, en 1993, la médaille d'or du ministère de la jeunesse et des sports.
Au-delà de leur engagement associatif et politique, visant à tendre vers une société toujours plus juste, Lucienne et Georges auront eu sept enfants et 17 petits enfants.

## Sources
- Dictionnaire biographique du mouvement ouvrier - mouvement social, notice de Bruno Duriez
- Dictionnaire biographique des militants - XIXe – XXe siècle : de l'éducation populaire à l'action culturelle, L'Harmattan, 1996, notice de Genevière Dermanjian
- Jean-François Kesler, De la gauche dissidente au nouveau parti socialiste, Bibliothèque historique Privat, 1990